# Włókniak owłosiony

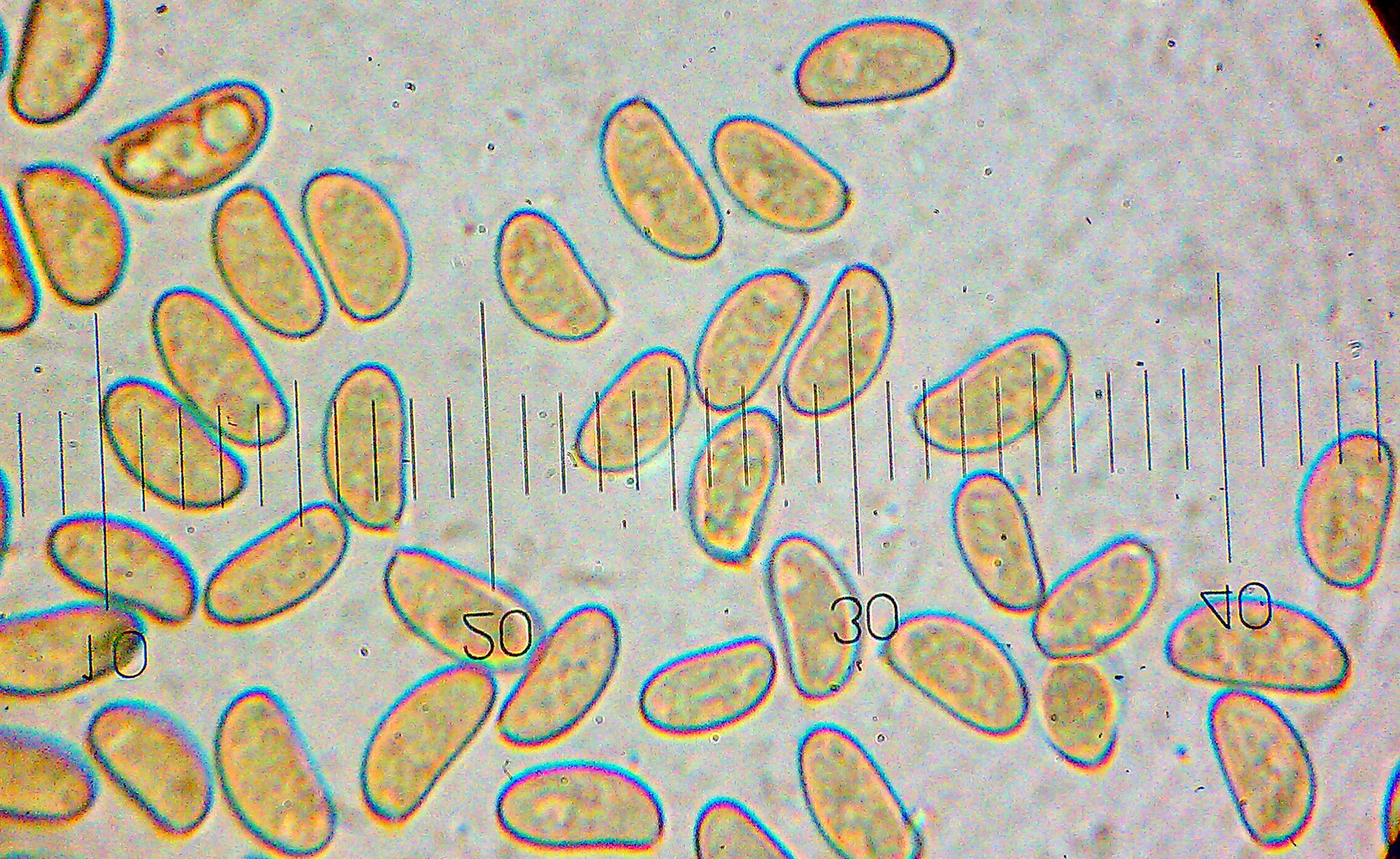
Zarodniki

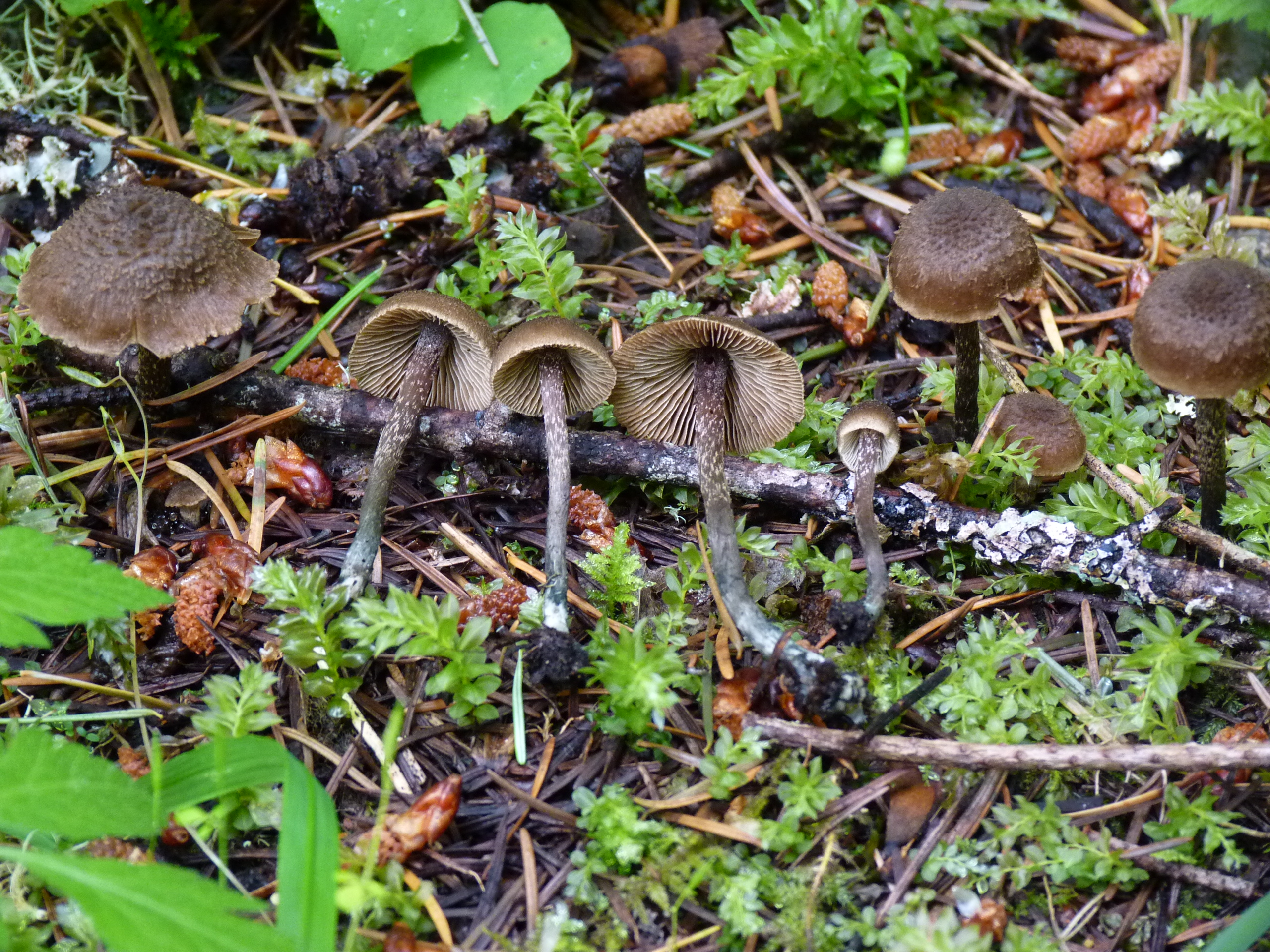

Włókniak owłosiony (Inosperma calamistratum (Fr.) Matheny & Esteve-Rav.) – gatunek grzybów należący do rodziny strzępiakowatych (Inocybaceae).

## Systematyka i nazewnictwo
Pozycja w klasyfikacji według Index Fungorum: Inosperma, Inocybaceae, Agaricales, Agaricomycetidae, Agaricomycetes, Agaricomycotina, Basidiomycota, Fungi.
Po raz pierwszy zdiagnozował go w 1821 r. Elias Fries, nadając mu nazwę Agaricus calamistratus. Obecną, uznaną przez Index Fungorum nazwę nadali mu Matheny i Esteve-Rav. w 1876 r.
Synonimy:
- Agaricus calamistratus Weinm.1836
- Agaricus calamistratus Fr.1821
- Inocybe calamistrata (Fr.) Gillet 1876
- Inocybe calamistrata (Fr.) Gillet 1876 f. calamistrata
- Inocybe calamistrata f. gracilis J.E. Lange 1938
- Inocybe calamistrata (Fr.) Gillet 1876 var. calamistrata

Nazwę polską podał Andrzej Nespiak w 1990 r. Po przeniesieniu do rodzaju Inosperma stała się niespójna z nazwą naukową. W 2021 r. Komisja ds. Polskiego Nazewnictwa Grzybów przy Polskim Towarzystwie Mykologicznym zarekomendowała nazwę włókniak owłosiony.

## Morfologia
Kapelusz
Średnica do 4(-5) cm, początkowo stożkowato wypukły lub dzwonkowaty z niewielkim garbkiem, potem rozpłaszczający się. Brzeg początkowo wyraźnie podgięty, potem wyprostowujący się. Powierzchnia sucha, włókienkowato-łuseczkowata o łuskach układających się koncentrycznie i odstających ku górze. Barwa na środku ciemnobrązowa lub kawowa, przy brzegu jaśniejsza.
Blaszki
Gęste, cienkie i szerokie, zatokowato wycięte i przyrośnięte. Początkowo białawe lub woskowe, potem ochrowobrązowe. Brzeg jaśniejszy i nierówny.
Trzon
Wysokość 4–6 cm, grubość 0,3–0,5 cm, walcowaty, lub nieco tylko rozszerzony u podstawy. Powierzchnia podobnie jak kapelusz włóknisto-łuseczkowata, tylko szczyt czasami bywa nagi. Najgęściejsze łuseczki są u podstawy. U szczytu białawy, poza tym brązowy, przy podstawie o barwie od oliwkowej do niebieskozielonawej.
Miąższ
W kapeluszu i w górnej części trzonu białawy, u podstawy trzonu niebieskawozielony. Po uszkodzeniu różowieje. W smaku łagodny.
Cechy mikroskopowe
Zarodniki elipsoidalno-fasolkowate, gładkie i bez guzków, 9–12 × 5–6,5 µm. Znajdujące się w hymenium elementy płonne są cienkościenne o maczugowatym kształcie i wymiarach 30–50 × 12–18 µm.

## Występowanie i siedlisko
Włókniak owłosiony występuje na północnej półkuli. Podano jego stanowiska w Ameryce Północnej i Środkowej, Europie oraz w Korei i Japonii. W piśmiennictwie naukowym na terenie Polski do 2003 r. podano 4 stanowiska. Znajduje się na Czerwonej liście roślin i grzybów Polski. Ma status V – gatunek, który zapewne w przyszłości przesunie się do kategorii wymierających, jeśli nadal działać będą czynniki zagrożenia.
Grzyb mikoryzowy. Występuje na ziemi w wilgotnych lasach, zwłaszcza pod wierzbami, olchami, świerkami, sosnami.